# 川上淳一郎

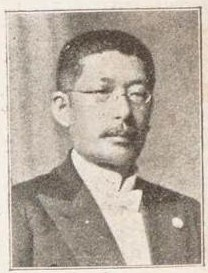
川上淳一郎

川上 淳一郎（かわかみ じゅんいちろう、1865年9月7日（慶応元年7月18日） - 1931年（昭和6年）11月19日）は、日本の政治家。衆議院議員（1期）。

## 経歴
新潟県出身。1878年、長岡学校（現新潟県立長岡高等学校）入学。1885年、東京専門学校卒。農業を営む。前東谷村(のち東谷村→栃尾市→長岡市)会議員、同村長、古志郡参事会員、新潟県会議員、同参事会員となる。また栃尾銀行、長岡銀行、北越新報各取締役、越佐新聞社社長を務めた。
1912年の第11回衆議院議員総選挙において新潟県郡部から立憲国民党公認で立候補して当選した。衆議院議員を1期務め、1915年の第12回衆議院議員総選挙には立候補しなかった。1931年に死去した。